# Lobostemon strigosus
Lobostemon strigosus är en strävbladig växtart som först beskrevs av Johann Georg Christian Lehmann, och fick sitt nu gällande namn av Buek. Lobostemon strigosus ingår i släktet Lobostemon och familjen strävbladiga växter. Inga underarter finns listade i Catalogue of Life.